# 練馬区立関中学校
練馬区立関中学校（ねりまくりつ せきちゅうがっこう）は、東京都練馬区関町北四丁目にある公立中学校。2022年（令和4年）9月時点の生徒数は14学級487名。 

## 概要
学校の北側は新青梅街道に面している。生徒や近隣住民からは「関中」と言う愛称で親しまれている。
- LL教室を設置している。
- 普通教室を含め全教室に冷暖房機がある。
- 練馬区内の中学校で唯一プールを開放していた（新型コロナウイルス感染症の影響で中止）。
- 校庭の西側の一部に芝生が植えられている。

## 沿革
- 1975年
  - 4月1日 - 石神井西中学校から分離独立
  - 5月31日 - 体育館竣工
- 1976年
  - 2月5日 - 校章制定
  - 3月3日 - 校旗制定
  - 10月6日 - 校歌（作詞・中山知子、作曲・三善晃）制定
- 1978年7月27日 - プール一般開放開始
- 1988年3月31日 - 冷暖房機設置

## 教育方針
教育目標
- 心を豊かに 体を健やかに
- 行動は自主的に 責任を果たす
- 考える力を伸ばし 友人と助け合う

## 学校行事
- 4月 1学期始業式 入学式 新入生歓迎会 離任式
- 5月 開校記念日 前期生徒総会 運動会
- 6月 3年修学旅行
- 7月 2年オーケストラ観賞教室 1学期終業式 期末考査
- 8月 1年イングリッシュキャンプ 3年海外派遣
- 9月 2学期始業式 中間考査 職場体験
- 10月 区連合音楽会 合唱コンクール 生徒会選挙
- 11月 後期生徒総会 期末考査 区中駅伝 1年・2年校外学習
- 12月 2学期終業式
- 1月 3学期始業式  区書き初め展・作品展 区ダンス発表会
- 2月 期末考査 2年スキー教室
- 3月 学習発表会 卒業証書授与式 修了式

## 部活動
2023年度現在
- 運動部

剣道部（男女）、サッカー部（男女）、ソフトテニス部（男女）、硬式テニス部（男女）、バスケット部（男女）、バレー部（女）
- 文化部

ウィンドアンサンブル部、美術部、軽音楽部、ダンス部、図書ボランティア部、科学部、家庭科部、英語部、ロボコン部

## 制服
- 男子通常：ブレザー・ライトグレーのズボン・ベルト（色の規制有）・ネクタイ・長袖Yシャツ・単色のスクールソックス
- 男子夏服：半袖/長袖Yシャツ（第1ボタンまで外してよい）・夏用ズボン・ベルト（色の規制有）・単色のスクールソックス
- 女子通常：ブレザー・同色12本プリーツのスカート・リボンタイ（もしくはネクタイ）・長袖Yシャツ・単色のスクールソックス（ベスト着用可）
- 女子夏服：半袖/長袖Yシャツ・夏用スカート・単色のスクールソックス

## 通学区域
西武新宿線の北側で、西を西東京市と接している。
- 石神井台四丁目（6-9、16-21）
- 石神井台五丁目（8-19、27-28）
- 石神井台七丁目
- 石神井台八丁目
- 関町北四丁目
- 関町北五丁目
- 南大泉一丁目（1-22）
- 南大泉二丁目

## 進学前小学校
区立中学校選択制度があり区内の遠方から通学している生徒もいるが、学区指定による小学校は以下の通り。※印は小中一貫教育グループの構成校。
- 練馬区立石神井台小学校（※）
- 練馬区立関町北小学校（※）
- 練馬区立大泉第二小学校
- 練馬区立上石神井北小学校

## 学区内の主な施設
- 東京都立石神井高等学校
- 東京都立石神井特別支援学校
- 英明フロンティア中学校・高等学校

## 交通
- 西武新宿線武蔵関駅から徒歩6分
- 西武バス「関中学校[注釈 1]」バス停下車